# ريو غوتو
ريو غوتو (باليابانية: 後藤 涼) (مواليد 25 أغسطس 1986)، هو لاعب كرة قدم ياباني سابق كان يلعب كمهاجم.

## وصلات خارجية
- ريو غوتو على موقع رابطة كرة القدم اليابانية للمحترفين (اليابانية)
- ريو غوتو على موقع قاعدة بيانات كرة القدم.إي يو (الإنجليزية)
- ريو غوتو على موقع Soccerway.com (الإنجليزية)
- ريو غوتو على موقع كووورة